# The Souljazz Orchestra
The Souljazz Orchestra канадская музыкальная группа из Оттавы выступающая в Канаде, Соединённых штатах и Европе. Их музыка представляет собой сплав соула, джаза, фанка, афробита и латиноамериканской музыки.

## История
Группа работает с лондонской студией Strut Records, специализирующейся на танцевальной музыке и афробите. В числе других музыкантов, работающих с этой студией «пионер этно-джаза» Мулату Астатке, «гитарист Motown» Dennis Coffey, певец-долгожитель из Ганы Ebo Taylor и другие.
Вслед за синглом «Mista President», имевшим, согласно Allmusic, политический подтекст, последовал второй альбом группы Freedom No Go Die (записанный на студии Do Right!), заметно расширивший круг её слушателей и занявший девятое место в 30-ке лучших 2006 года по версии программы, которую вёл на Би-би-си DJ Gilles Peterson.
В 2012 году группа совершила два американских тура, включавших такие города, как Бостон, Нью-Йорк, Филадельфия, Вашингтон и Чикаго.
К выходу альбома Resistance был приурочен тур по Европе прошедший в октябре-ноябре 2015 года, и включавший такие города, как Лондон, Ливерпуль, Цюрих, Париж, Лион, Милан, Барселона, Мадрид, Берлин, Кёльн, Вена, Прага, Афины, Марсель.

## Состав
В группе шесть участников:
- Pierre Chrétien — электрическое фортепиано, клавинет[англ.], орган, гитара, бас-гитара, перкуссия, вокал
- Marielle Rivard — перкуссия, вокал
- Steve Patterson — тенор-саксофон, перкуссия, вокал
- Ray Murray — баритон-саксофон, перкуссия, вокал
- Zakari Frantz — саксофон-альт, флейта, перкуссия, вокал
- Philippe Lafrenière — ударные, перкуссия, вокал

## Дискография
- 2005 — Uprooted (Funk Manchu Records)
- 2007 — Freedom No Go Die (Do Right! Music)
- 2008 — Manifesto (Do Right! Music)
- 2010 — Rising Sun (Strut Records)
- 2012 — Solidarity (Strut Records)
- 2014 — Inner Fire (Strut Records)
- 2015 — Resistance (Strut Records)
- 2017 — Under Burning Skies (Strut Records)
- 2019 — Chaos Theories (Strut Records)